# ابراهیم زواوی
ابراهیم بن فائد الزَواوی (۱۳۹۴–۱۴۵۳م) فقیه مالکی الجزایری در نیمهٔ اول سدهٔ نهم هجری بود. در جبل جرجر زاده شد، در بجایه و تونس آموزش یافت و سپس ساکن قسنطینه شد. تفسیر القرآن، تسهیل السبیل، فیض النیل، شرح ألفیه ابن مالک، تلخیص المفتاح از آثار اوست.